# Cyclops columbianus
Cyclops columbianus är en kräftdjursart som beskrevs av Lindberg 1956. Cyclops columbianus ingår i släktet Cyclops och familjen Cyclopidae. Inga underarter finns listade i Catalogue of Life.